# Джван Йосеф
Джван Йосеф (Jwan Yosef, 17 березня 1984, Рас-ель-Айн) — шведський художник сирійського походження. Чоловік Рікі Мартіна. Спеціалізується на пластичному мистецтві. Живе і працює в Лондоні.

## Біографія
Народився в Рас-ель-Айні (Сирія), батько — курд, мати — вірменка. Ім'я «Джван»  курдською означає «красивий і молодий». Родина емігрувала до Швеції, де він навчався у 2004—2006 роках у стокгольмській школі живопису, а потім вступив до Інституту мистецтв, ремесел і дизайну Konstfack, який закінчив у 2009 році зі ступенем бакалавра образотворчих мистецтв. В 2011 році став магістром мистецтв у Центральному коледжі мистецтва і дизайну ім. Св. Мартіна в Лондоні.
Своїми орієнтирами Йосеф вважає Нео Рауха і Герхарда Ріхтера. Йосеф брав участь у багатьох групових виставках і арт-ярмарках. У 2013 році провів дві персональні виставки в Лондоні і Стокгольмі. Є засновником та власником студії The Bomb Factory Art Foundation в Лондоні.
Йосеф — відкритий гей. У квітні 2016 року він почав зустрічатися з співаком Рікі Мартіном, до листопада того ж року вони оголосили про свої заручини.
11 січня 2018 року Рікі Мартін і Джван Йосеф офіційно побралися.

## Нагороди
- 2013: Threadneedle Prize, Exhibiting Artist
- 2013: BEERS Contemporary, Award for Emerging Art, Winner Painting